# Liste der Biografien/Borm
Liste der Biografien |
Portal Biografien |
Personensuche
# |
A |
B |
C |
D |
E |
F |
G |
H |
I |
J |
K |
L |
M |
N |
O |
P |
Q |
R |
S |
T |
U |
V |
W |
X |
Y |
Z |
?
 
Ba |
Be |
Bd |
Bg |
Bh |
Bi |
Bj |
Bl |
Bm |
Bn |
Bo |
Br |
Bs |
Bu |
Bw |
By |
Bz
 
Boa–Boc |
Bod |
Boe |
Bof |
Bog |
Boh |
Boi–Bok |
Bol |
Bom |
Bon |
Boo |
Bop |
Boq |
Bor |
Bos |
Bot |
Bou |
Bov–Boz
 
Bora |
Borb |
Borc |
Bord |
Bore |
Borg |
Borh |
Bori |
Borj |
Bork |
Borl |
Borm |
Born |
Boro |
Borq |
Borr |
Bors |
Bort |
Boru |
Borv |
Borw |
Bory |
Borz
Die Liste der Biografien führt alle Personen auf, die in der deutschsprachigen Wikipedia einen Artikel haben. Dieses ist eine Teilliste mit 81 Einträgen von Personen, deren Namen mit den Buchstaben „Borm“ beginnt.

## Borm
- Borm, Dietrich (1928–2018), deutscher Chirurg
- Börm, Heinrich Nikolaus (1780–1831), deutscher Baumeister und Ingenieur
- Börm, Henning (* 1974), deutscher Althistoriker
- Borm, Kurt (1909–2001), deutscher Mediziner, Tötungsarzt der Aktion T4 in der Zeit des Nationalsozialismus
- Börm, Manfred (* 1950), deutscher Bauunternehmer und Politiker (NPD)
- Borm, Pieter, niederländischer Maler
- Borm, William (1895–1987), deutscher Politiker (DVP, LDP, FDP, LD), MdA, MdB, DDR-Agent

### Borma
- Borman, Brittany (* 1989), US-amerikanische Speerwerferin
- Borman, Danleigh (* 1985), südafrikanischer Fußballspieler
- Borman, Frank (1928–2023), US-amerikanischer AstronautFrank Borman (1928–2023)

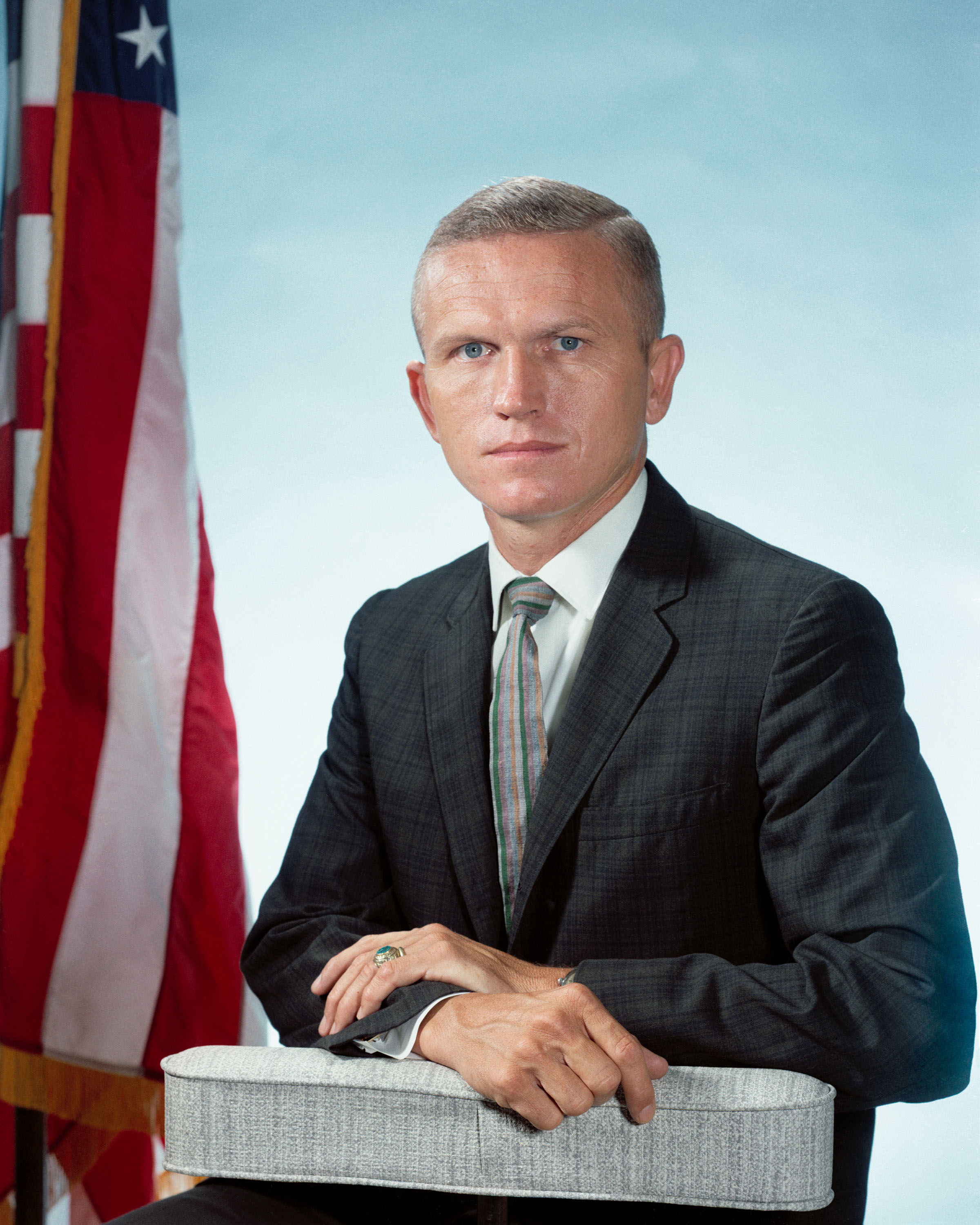
Frank Borman (1928–2023)

- Borman, Gerhard (* 1940), deutscher Schauspieler
- Borman, John de (* 1954), britischer Kameramann beim Film
- Borman, Moritz (* 1955), deutscher Filmproduzent
- Bormanis, André (* 1959), US-amerikanischer Fernsehproduzent und Drehbuchautor
- Bormanis, Miķelis (1902–1956), lettischer Fußball-, Bandy- und Tennisspieler
- Bormann, Albert (1902–1989), deutscher Politiker (NSDAP), MdR, Leiter der Privatkanzlei Hitlers
- Bormann, Albert Karl Ernst (1819–1882), deutscher Klassischer Philologe, Pädagoge und Rektor in Stralsund und Magdeburg
- Bormann, Alexander von (1936–2009), deutscher Germanist, Literaturkritiker und Publizist
- Bormann, Anne Louise (* 1967), dänische Juristin
- Bormann, Arnold (1894–1970), deutscher Librettist und Textdichter
- Bormann, Artur (1903–1986), deutscher Interlinguist und Esperantist
- Bormann, Berthold (1904–1943), deutscher Widerstandskämpfer gegen den Nationalsozialismus
- Bormann, Birgit (* 1965), deutsche Fußballspielerin
- Bormann, Carl (1802–1882), deutscher Theologe
- Bormann, Claudia (* 1956), deutsche bildende Künstlerin
- Bormann, Cornelius (1939–2025), deutscher Rundfunk- und Fernseh-Journalist
- Bormann, Eckart, deutscher Fagottist und Dirigent
- Bormann, Edwin (1851–1912), deutscher Schriftsteller
- Bormann, Elisabeth (1895–1986), österreichisch-deutsche Physikerin und Assistentin von Max Born
- Bormann, Elisabeth (1912–1991), deutsche Diakonisse
- Bormann, Emma (1887–1974), Malerin und Graphikerin
- Bormann, Ernst (1897–1960), deutscher Generalmajor im Zweiten Weltkrieg
- Bormann, Eugen (1842–1917), deutscher Althistoriker und Epigraphiker
- Bormann, Franz-Josef (* 1965), deutscher katholischer Theologe
- Bormann, Frederick Herbert (1922–2012), US-amerikanischer Forstökologe
- Bormann, Friedrich (1828–1922), deutscher Eisenbahndirektor und Politiker, MdR
- Bormann, Gerda (1909–1946), deutsche Ehefrau von Martin Bormann
- Bormann, Günter (1929–1991), deutscher Hörspielregisseur, Programm- und Nachrichtensprecher
- Bormann, Günther (1927–1997), deutscher Offizier, Generalleutnant der Nationalen Volksarmee
- Bormann, Heinz (1918–1989), ostdeutscher Modeschöpfer
- Bormann, Helge (* 1967), deutscher Leichtathlet
- Bormann, Herbert (1893–1955), deutscher Funktionär des Arbeitsdienstes
- Bormann, Horst (* 1941), deutscher Fußballspieler
- Bormann, Jan (* 1939), deutscher Bildhauer
- Bormann, Jens (* 1971), deutscher Notar, Präsident der Bundesnotarkammer
- Bormann, Johanna (1893–1945), deutsche KZ-Aufseherin in verschiedenen KonzentrationslagernJohanna Bormann (1893–1945)

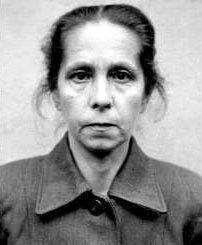
Johanna Bormann (1893–1945)

- Bormann, Julius (1830–1892), deutscher Architekt und preußischer Militärbaubeamter
- Bormann, Karin (* 1954), deutsche Schwimmerin
- Bormann, Karl (1902–1971), deutscher Ingenieur und Orgelkundler
- Bormann, Karl (1928–2015), deutscher Philosophiehistoriker
- Bormann, Karl Wilhelm von (1796–1874), belgischer General
- Bormann, Katharina (1937–2010), deutsche Musikpädagogin und Politikerin (CDU), MdV
- Bormann, Lukas (* 1962), deutscher evangelischer Theologe, Professor für Neues Testament und Autor
- Bormann, Manfred (1934–2023), deutscher Physikdidaktiker
- Bormann, Maria Benedita (1853–1895), brasilianische Schriftstellerin und Journalistin
- Bormann, Martin (1900–1945), deutscher Politiker (NSDAP), MdR, Leiter der Parteikanzlei der NSDAPMartin Bormann (1900–1945)

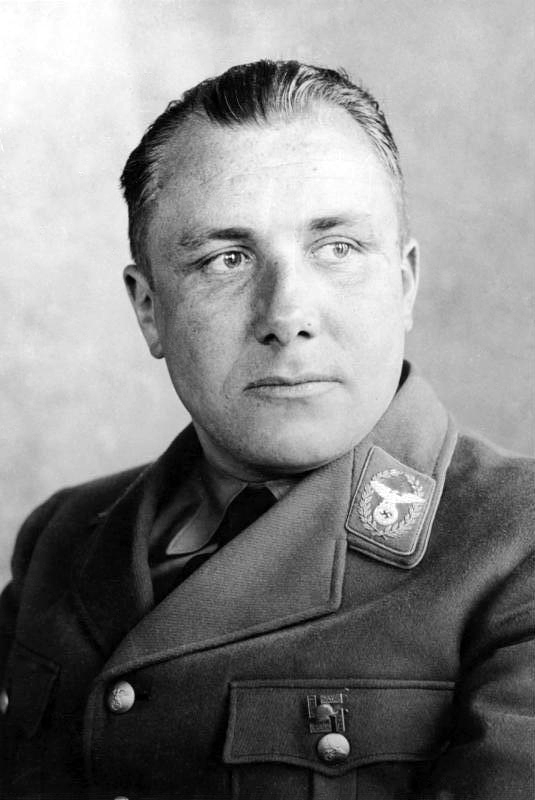
Martin Bormann (1900–1945)

- Bormann, Martin junior (1930–2013), deutscher katholischer Geistlicher
- Bormann, Michael (1795–1860), deutscher Pfarrer und Heimatforscher
- Bormann, Monika (* 1953), deutsche Politikerin (CDU), MdL Baden-Württemberg
- Bormann, Moritz (* 1939), deutscher Bildhauer
- Bormann, Niels (* 1973), deutscher Schauspieler
- Bormann, Otto (1877–1973), preußischer Landrat und Industrieller
- Bormann, Ralf (* 1974), deutscher Kunsthistoriker und Ausstellungskurator
- Bormann, Rüdiger (1952–2013), deutscher Physiker, Präsident der Universität Bayreuth
- Bormann, Sara (* 1982), deutsche Ökonomin
- Bormann, Sarah (* 1990), deutsche Boxerin
- Bormann, Susanne (* 1979), deutsche SchauspielerinSusanne Bormann (* 1979)

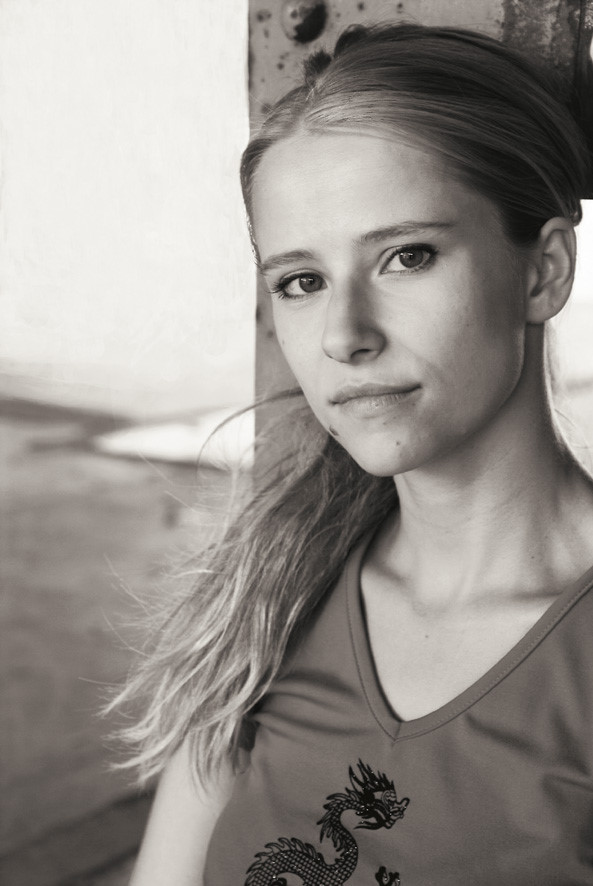
Susanne Bormann (* 1979)

- Bormann, Wilhelm (1883–1938), österreichischer Bildhauer
- Bormann, Yvonne Yung Hee (* 1981), deutsch-südkoreanische Schauspielerin und Sängerin
- Bormann-Rajes, Lisa (* 1990), deutsche Handballspielerin

### Borme
- Bormeister, Hans-Joachim (1927–2013), deutscher Forstmann
- Bormetti, Fausto (* 1965), italienischer Skilangläufer

### Bormo
- Bormolini, Maurizio (* 1994), italienischer Snowboarder
- Bormolini, Thomas (* 1991), italienischer Biathlet
- Bormolini, Thomas (* 1993), italienischer Skilangläufer
- Bormolini, Walter (* 1986), italienischer Freestyle-Skier

### Borms
- Borms, Auguste (1878–1946), flämischer Nationalist und Kollaborateur

### Bormu
- Bormuth, Karl-Heinz (1929–2020), deutscher evangelischer Theologe, Studienrat und Autor
- Bormuth, Lotte (* 1934), deutsche Schriftstellerin
- Bormuth, Matthias (* 1963), deutscher Medizinethiker und Kulturwissenschaftler
- Bormuth, Robin (* 1995), deutscher Fußballspieler